# Діброва Людмила Іллівна
Людми́ла Іллі́вна Дібро́ва (нар. 28 грудня 1921, Косівка, УСРР — пом. 30 квітня 2014, Олександрія, Україна) — учасниця підпільно-партизанського руху під час Другої Світової війни, кавалер орденів Вітчизняної війни I та II ступенів, ордена «За мужність» III ступеня та 16 медалей. Почесний громадянин Олександрії (2011), почесний громадянин Старої Тури (1964). Донька ватажка радянського партизанського руху на території України та Словаччини Іллі Діброви.

## Життєпис
Під час Другої Світової війни Людмила Діброва була зв'язковою у підпільно-партизанському з'єднанні імені Ворошилова, яким командував її батько Ілля Діброва. Брала участь у боях радянсько-німецької війни. Нагороджена трьома бойовими орденами (орден «За мужність» III ступеня та ордени Вітчизняної війни I та II ступенів) та 16 медалями. У 1964 році Людмилі Діброві було вручено диплом «Почесного громадянина міста Стара Тура» (Чехословаччина).
Після війни протягом 20 років працювала на Олександрійському заводі підйомно-транспортного обладнання, згодом обіймала посаду в апараті виробничого об'єднання «Олександріявугілля». З 1987 року була членом Організації ветеранів України. Займалася громадською діяльністю, протягом 12 років була депутатом Олександрійської міської Ради, протягом 14 років — народним засідателем в суді. Окрім того, Людмила Іллівна навіть у поважному віці брала участь у патріотичному вихованні молоді та фестивалях народної творчості в різних містах України, де була неодноразово нагороджена дипломами.
Наприкінці життя Людмила Діброва тяжко хворіла, мала проблеми з серцем. 30 квітня 2014 року на 93-му році життя її не стало. Лікарі встановили діагноз «серцева недостатність».

## Нагороди та відзнаки
- Орден Вітчизняної війни I ступеня
- Орден Вітчизняної війни II ступеня (1985)[4]
- Орден «За мужність» III ступеня
- Медаль «В ознаменування 100-річчя з дня народження Володимира Ілліча Леніна»
- Медаль «За перемогу над Німеччиною у Великій Вітчизняній війні 1941—1945 рр.»
- Ювілейна медаль «60 років визволення України від фашистських загарбників»
- Почесний громадянин міста Олександрії (2011)[2]
- Почесний громадянин міста Стара Тура (1964)
- Ще 13 медалей